# Медісон (Небраска)
Медісон (англ. Madison) — місто (англ. city) в США, адміністративний центр округу Медісон штату Небраска. Населення — 2283 особи (2020).

## Історія
Веде свою історію з перших поселень заснованих близько 1868 року, отримало статус окружного центру в 1875 року.

## Географія
Медісон розташований за координатами 41°49′43″ пн. ш. 97°27′24″ зх. д. / 41.82861° пн. ш. 97.45667° зх. д. (41.828522, -97.456711).  За даними Бюро перепису населення США в 2010 році місто мало площу 2,98 км², уся площа — суходіл.

### Клімат
| Клімат : Медісон      | Клімат : Медісон | Клімат : Медісон | Клімат : Медісон | Клімат : Медісон | Клімат : Медісон | Клімат : Медісон | Клімат : Медісон | Клімат : Медісон | Клімат : Медісон | Клімат : Медісон | Клімат : Медісон | Клімат : Медісон | Клімат : Медісон |
| Показник              | Січ.             | Лют.             | Бер.             | Квіт.            | Трав.            | Черв.            | Лип.             | Серп.            | Вер.             | Жовт.            | Лист.            | Груд.            | Рік              |
| Середній максимум, °C | 0,0              | 2,2              | 8,3              | 16,7             | 22,2             | 27,8             | 31,1             | 29,4             | 25,0             | 18,9             | 8,9              | 1,7              | 16,1             |
| Середній мінімум, °C  | −12,2            | −10              | −4,4             | 2,2              | 8,3              | 14,4             | 17,2             | 16,1             | 10,6             | 3,9              | −3,9             | −10              | 2,8              |
| Норма опадів, мм      | 15               | 20               | 38               | 66               | 102              | 117              | 84               | 81               | 66               | 46               | 28               | 20               | 683              |
| --------------------- | ---------------- | ---------------- | ---------------- | ---------------- | ---------------- | ---------------- | ---------------- | ---------------- | ---------------- | ---------------- | ---------------- | ---------------- | ---------------- |
| Джерело: Weatherbase  |                  |                  |                  |                  |                  |                  |                  |                  |                  |                  |                  |                  |                  |

## Демографія
Згідно з переписом 2010 року, у місті мешкало 2438 осіб у 760 домогосподарствах у складі 550 родин. Густота населення становила 817 осіб/км².  Було 818 помешкань (274/км²).
Расовий склад населення:
| - 65,3 % — білих - 1,0 % — корінних американців - 1,0 % — чорних або афроамериканців - 0,3 % — азіатів - 30,3 % — осіб інших рас |

До двох чи більше рас належало 2,1 %. Частка іспаномовних становила 48,8 % від усіх жителів.
За віковим діапазоном населення розподілялося таким чином: 31,6 % — особи молодші 18 років, 56,7 % — особи у віці 18—64 років, 11,7 % — особи у віці 65 років та старші. Медіана віку мешканця становила 32,0 року. На 100 осіб жіночої статі у місті припадало 103,2 чоловіків;  на 100 жінок у віці від 18 років та старших — 99,3 чоловіків також старших 18 років.
Середній дохід на одне домашнє господарство  становив 53 965 доларів США (медіана — 47 222), а середній дохід на одну сім'ю — 60 032 долари (медіана — 50 476). Медіана доходів становила 32 244 долари для чоловіків та 29 792 долари для жінок. За межею бідності перебувало 18,6 % осіб, у тому числі 24,1 % дітей у віці до 18 років та 17,1 % осіб у віці 65 років та старших.
Цивільне працевлаштоване населення становило 1290 осіб. Основні галузі зайнятості: виробництво — 35,1 %, освіта, охорона здоров'я та соціальна допомога — 14,7 %, роздрібна торгівля — 8,4 %, будівництво — 7,6 %.